# Умм-Шаиф
Умм-Шаиф (umm shaif — нефтегазоконденсатное месторождение в ОАЭ. Открыто в 1958 году, разрабатываться стало в 1962 году. Плотность нефти составляет 0,8348 — 0,8448 г/см3. Начальные запасы нефти составляют 707 млн тонн.
Входит в нефтегазоносный бассейн Персидского залива, расположено на глубине 20 м,  в 35 км к востоку от острова Дас и в 150 км на северо-запад от Абу-Даби. Доказанные запасы месторождения составляют 3,9 миллиарда баррелей, ежедневная добыча — около 300 000 баррелей. Это старейшее месторождение в ОАЭ, где с 80-х годов также добывается газ.
Оператором месторождения является арабская нефтяная компания Abu Dhabi National Oil Company, крупнейшая государственная компания, которая занимает 7 место в мире по разведанным запасам нефти и 12-я компания по объёму производства в мире.